# Christoph Genz
Christoph Genz (* 1. März 1971 in Erfurt) ist ein deutscher Opernsänger (Tenor).

## Leben
Genz besuchte die Thomasschule zu Leipzig und war Mitglied des Thomanerchores. Er studierte Musikwissenschaft am King’s College der University of Cambridge. Dort sang er im bekannten Choir of King’s College. Er war Gesangsschüler von Hans-Joachim Beyer an der Hochschule für Musik Leipzig und von Elisabeth Schwarzkopf.
1995 gewann er den ersten Preis beim internationalen Gesangswettbewerb in Grimsby, 1996 den ersten Preis beim Internationalen Johann-Sebastian-Bach-Wettbewerb in Leipzig. In der Saison 1997/1998 war er Ensemblemitglied des Theaters Basel. Daneben hatte er Gastauftritte an der Opéra de Nancy, dem Théâtre de Champs-Elysées in Paris, der Opéra de Lausanne, des Mailänder Scala und der Semperoper in Dresden. Von 2015 bis 2017 unterrichtete er an der International School Dhaka in Bangladesh, von 2017 bis 2022 am United World College (UWC) in Changshu (China), zunächst als Leiter der Kunstfakultät, sodann als Dekan der Fakultät im Leitungsteam der Schule, und seit August 2022 als Direktor des Abteilung „Performing Arts“ am UWC Adriatic in Duino nahe Triest.
2000 debütierte Genz an der Hamburger Staatsoper, deren Ensemble er von 2001 bis 2004 angehörte und wo er u. a. Tamino in der Zauberflöte, Walther von der Vogelweide im Tannhäuser, Belmonte in Die Entführung aus dem Serail, Oronte in Alcina und Chevalier in Dialogues des Carmélites sang. In der Saison 2006–2007 sang er im Haus an der Dammtorstraße die Tenorpartie in Neumeiers Ballett nach Mozarts Requiem. Im Oktober 2007 debütierte er mit den Philharmonikern Hamburg.
Genz trat bei Konzerten, Liederabenden und Opernproduktionen in Europa, Afrika und den USA auf. Er nahm an Festivals wie den Wiener Festwochen und den Luzerner Musikfestwochen, dem Festival in Aix-en-Provence, dem Schleswig-Holstein-Musikfestival und dem Swjatoslaw-Richter-Festival in Moskau auf. Zu den Dirigenten, unter denen er gesungen hat, zählen Herbert Blomstedt, Philippe Herreweghe, Frans Brüggen, Marcus Creed, Ton Koopman, Sigiswald Kuijken, Sir Simon Rattle und Peter Schreier.
Genz ist Solist auf Aufnahmen zahlreicher Kantaten (u. a. unter John Eliot Gardiner) sowie der Johannespassion (unter Ludwig Güttler) von Bach, der Sinfoniekantate Lobgesang von Mendelssohn Bartholdy (unter Helmuth Rilling) und der Oper Ariadne auf Naxos von Richard Strauss (unter Giuseppe Sinopoli).